# Мармурові Шершні
Мармурові Шершні (англ. Marble Hornets) — це вебсеріал на YouTube про альтернативну реальність, натхненний інтернет-легендами про Слендермена. Публікація епізодів серіалу почалася  на YouTube 20 червня 2009 року, чому передували дописи його творця, Троя Вагнера, на форумі Something Awful напередодні. Це перший вебсеріал, зосереджений на постаті Слендермена. Він стартував рівно через 10 днів після появи оригінальних зображень Слендермена на форумах Something Awful.

## Сюжет
Головний герой серіалу, студент-кінематографіст на ім'я Джей, намагається з'ясувати, що саме відбулося під час зйомки студентського фільму «Мармурові Шершні», який знімав його друг Алекс Крейлі для кіношколи. Алекс знімав фільм близько двох місяців, але раптово припинив зйомки, посилаючись на те, що на знімальному майданчику стало неможливо працювати. Після цього Алекс перестав згадувати про записи, поки Джей не переконав друга віддати їх йому. Той погодився, але з умовою, що Джей більше не буде говорити про ці касети.

## Персонажі

### Основні
Алекс Крейлі (англ. Alex Kralie) — вчився в тій самій кіношколі, що і Джей, але згодом перевівся з неї. Він є режисером студентського фільму «Мармурові Шершні», зйомки якого він припинив з невідомих причин. У записі №86 Крейлі розповідає, що вбив Сару Рейд, Сета Вілсона та Емі Волтерс. Спроба вбити Тіма Райта була невдала, той поранив Крейлі в шию, після чого Оператор забрав його тіло.
Джей Меррік (англ. Jay Merrick) — друг Алекса. Він завантажує відео на свій Youtube-канал у спробі виявити, що саме відбулось під час зйомок  «Мармурових Шершнів». Він був смертельно поранений Алексом у Записі №80. Оператор використовує його тіло, щоб знущатися над Тімом, перш ніж нарешті його тіло буде вилучено із цього виміру.
Тімоті Райт (англ. Tim Wright) він же Чоловік в масці (The Masked Man) — він є одним із акторів фільму «Мармурові Шершні» та головним героєм у 3 сезоні серіалу, одним із членів Totheark (до 3 сезону). Тім співпрацює з Джеєм, починаючи з Запису №59, а потім стає керівником каналу «Мармурові Шершні» після смерті Джея у Записі №80 до завершення серіалу в Записі №87. Він кілька разів з'являється на каналі Totheark, Вперше чоловік у масці з'являється в будинку Браяна під час розслідувань Джея в Записі №18. Існує припущення, що Тім перебуває під впливом Оператора під час того, як він носить маску, що підтверджується в його монолозі до Джея у Записі №59. Тім є одним із двох персонажів, що залишилися в живих, крім Джесіки, на основі запису №87, останнього завантаженого відео.
Браян Томас (англ. Brian Thomas) він же Чоловік в капюшоні (The Hooded Man) — він був виконавцем головної ролі в проєкті Алекса і виступає другим антагоністом серіалу. Браян з'являється в більшості записів, а також на кагалі Totheark, як фігура в капюшоні, яка працює проти Алекса. Під час протистояння з Тімом помирає у Записі №83.
Оператор (англ. The Operator) — істота невідомого походження, схожа на високого чоловіка без обличчя. Починає з'являтися Алексу під час зйомок фільму. Коли Джей особисто розслідує зникнення Алекса, він також починає стикатися з Оператором. Пізніше з'ясувалося, що Тім був першим, хто вступив в контакт з Оператором, і тому вплив Оператора на інших героїв міг відбутися через нього. Оператор демонструє здатність телепортуватися або іншим чином пересуватися логічно непослідовним чином, переміщувати людей і викликати у них амнезію. Повторний контакт з ним пов'язаний з сильним кашлем. Наміри та цілі Оператора невідомі.